# Olulis postrosea
Olulis postrosea är en fjärilsart som beskrevs av George Francis Hampson 1926. Olulis postrosea ingår i släktet Olulis och familjen nattflyn. Inga underarter finns listade i Catalogue of Life.